# Krajowa Wystawa Sztuk Pięknych (Hiszpania)
Krajowa Wystawa Sztuk Pięknych (hiszp. Exposición Nacional de Bellas Artes) – odbywająca się w Hiszpanii (najczęściej w Madrycie) cykliczna wystawa o charakterze konkursu. 
Krajowe konkursy ustanowił dekret królewski Izabeli II w dniu 28 grudnia 1853 r. Pierwsza wystawa została zorganizowana w 1856 a ostatnia w 1968 r. Był to największy pokaz hiszpańskiej sztuki, w którym brali udział żyjący artyści. Wystawy były początkowo podzielone na pięć sekcji: malarstwo, rzeźbę, grawerstwo, architekturę i sztukę dekoracyjną. Sekcja malarstwa była główną osią wystawy, po niej największe zainteresowanie wzbudzały także rzeźba i architektura. W każdej edycji brało udział około 300-500 artystycznych dzieł, z czego znakomita większość to dzieła malarskie. 
Nagrodami w konkursie były medale I, II i III klasy oraz wyróżnienie cum laude (hiszp. mención honorífica). Laureatami konkursu byli m.in. José Casado del Alisal, Eduardo Cano, José Benlliure i Joaquín Sorolla.